# فاضل شربیانی
شیخ محمد بن فضلعلی بن عبدالرحمان بن فضلعلی مشهور به فاضل شربیانی از مراجع امامیه بود که مرجعیت را پس از میرزای شیرازی بر عهده داشت. پسوند شربیانی وی را به یک شهر کوچک از توابع شهرستان سراب در آذر بایجان به نام شربیان می‌رساند که در محل ورودی شهر مجسمه ای از وی نصب کرده‌اند.

## زندگی‌نامه
فاضل شربیانی در صبحگاه روز جمعه ۱۸ رمضان سال ۱۲۴۸ ه‍.ق (و همچنین گفته شده‌است در سال ۱۲۴۸ یا ۱۲۴۵ ه‍. ق) در شهر شربیان از توابع آذربایجان شرقی متولد و خواندن قرآن و کتابت و صرف و نحو و منطق و معانی و بیان و مقدمات علوم اسلامی را در زادگاه خود آموخت.
وی سپس برای ادامه تحصیل به تبریز منتقل و فقه و اصول را نزد علمایی چون میرزا مهدی آقا قاری مجتهد وآقا غفار مجتهد مرندی و میرزا باقرآقا مجتهد یادگرفت وسپس در سال ۱۲۷۳ ه‍.ق به نجف اشرف مهاجرت کرد. در آن زمان، ریاست عامه و مرجعیت تامه با علامه شیخ مرتضی انصاری بود.
فاضل شربیانی و شیخ محمدحسن مامقانی از برجسته‌ترین شاگردان سید حسین کوه کمری هستند. فاضل شربیانی بعد از مرگ استادش سید حسین کوه کمره‌ای به کلاس‌های علامه خوانساری رفت و بعد از مرگ علامه خوانساری در بحث و تدریس مستقل شد.
وی بعد از مرگ میرزا محمد شیرازی از برجسته‌ترین مجتهدان زمان خود بود.

## برخی از شاگردانش
از شاگردان فاضل شربیانی می‌توان به این‌ها اشاره کرد:
- سید علی قاضی
- میرزا حسین فقیه سبزواری
- عباسقلی رضوی
- سید حسن اصفهانی
- سید یونس اردبیلی
- شیخ محمد ولی

## آثار
فاضل شربیانی در فقه و اصول چندین کتاب را به رشتهٔ تحریر درآورد از جملهٔ آنها:
- التقریرات / گزارشها
- گوشه نگاری بر کتاب المکاسب شیخ انصاری
- گوشه نگاری بر کتاب الرسائل شیخ انصاری
- رسالهٔ عملیه
- شرح معلقات السبع
- کتاب بزرگی در اصول فقه
- کتاب فی الصلاة
- کتاب المتاجر
- وسیله النجاة رسالة عملیة
- هدایة العباد رساله علمیه

## وفات
شیخ هادی آل کاشف الغطا می‌گوید: فاضل شربیانی در روز جمعه ۱۷ رمضان سال ۱۳۲۲ هـ. ق/ ۱۹۰۴ م (و گفته شده در ۱۳۲۳ هـ. ق) چشم از جهان فروبست. در این سال مرض کولرا در عراق و در شهر نجف منتشر شده بود و به این علت ادارهٔ بهداشت عمومی انتقال جنازه‌ها را به نجف و دفن در صحن علوی مطهر را منع کرده و شهر نجف و بیرون آن را قرنطینه کرده بودند. اما حاج عطیه ابو گلل یکی از رهبران نجف اصرار کرد تا فاضل شربیانی در صحن مطهر به خاک سپرده شود و بدین وسیله وی موفق شد تا فاضل شربیانی را در صحن علوی مطهر دفن کند.